# Блидари (Горж)
Блидари (рум. Blidari) насеље је у Румунији у округу Горж у општини Баланешти. Oпштина се налази на надморској висини од 454 m.

## Становништво
Према подацима из 2002. године у насељу је живело 46 становника, од којих су сви румунске националности.